# Homework (EP)
Homework Es el segundo EP publicado por el cantautor Darren Criss. Fue lanzado el 15 de diciembre de 2017. El EP alcanzó el número 7 en la lista de Álbumes independientes de Billboard.

## Lista de Canciones
Todas las canciones escritas y compuestas por Darren Criss, exceptuando donde se indica.. 
| Homework track listing |                                                                                              |          |  |
| N.º                    | Título                                                                                       | Duración |  |
| 1.                     | «Foolish Thing»                                                                              | 4:01     |  |
| 2.                     | «I Dreamed a Dream» (compositores: Herbert Kretzmer, Alain Boublil, Claude-Michel Schönberg) | 2:52     |  |
| 3.                     | «Going Nowhere»                                                                              | 3:57     |  |
| 4.                     | «I Don't Mind»                                                                               | 2:33     |  |
| 5.                     | «The Day That the Dance Is Over» (compositores: Chuck Criss, D. Criss)                       | 4:48     |  |

## Charts
| Chart (2010)                            | Peak position |
| --------------------------------------- | ------------- |
| Estados Unidos (Top Heatseekers Albums) | 1             |
| Estados Unidos (Independent Albums)     | 7             |